# 庄司博史
庄司 博史（しょうじ ひろし、1949年8月24日 - 2023年5月4日）は、日本の言語学者。国立民族学博物館名誉教授。専攻は言語学（主に社会言語学）･ウラル語学・言語政策論・移民政策論。

## 略歴
- 1949年 - 大阪府出身
- 1977年 - ヘルシンキ大学文学部卒業
- 1980年 - 関西外国語大学大学院外国語研究科修士課程修了
- 1980年 - 国立民族学博物館第三研究部助手
- 1990年 - 同助教授
- 1998年 - 国立民族学博物館民族社会研究部助教授
- 1999年 - 同教授
- 2015年 - 定年退職
- 2023年 - 死去[1]。73歳没。

## 主な著作

### 編著
- フィンランド語会話練習帳（大学書林）
- ことばの二〇世紀（ドメス出版）
- 世界の文字辞典（丸善出版）

### 共編著
- 講座世界の先住民族 ファースト・ピープルズの現在 ヨーロッパ（原聖との共編・明石書店）
- 辞典日本の多言語社会（真田信治との共編・岩波書店）
- 日本の言語景観（P・バックハウス、F・クルクスとの共編・三元社）